# Dolno Melnitchani
Dolno Melnitchani (en macédonien Долно Мелничани) est un village du sud-ouest de la Macédoine du Nord, situé dans la municipalité de Tsentar Joupa. Le village comptait 11 habitants en 2002.

## Démographie
Lors du recensement de 2002, le village comptait :
- Macédoniens : 11